# Lunacek-Bericht
Der Lunacek-Bericht von Ulrike Lunacek ist ein angenommener Entschließungsantrag im Europaparlament zur Bekämpfung von Homophobie und Diskriminierung aus Gründen der sexuellen Orientierung und der Geschlechtsidentität.
Er soll – wie viele andere auch – nach Fertigstellung der EU-Kommission im Rahmen der Berichterstattung über die Lage der Grundrechte in der Europäischen Union (2012) informieren, in der es um zahlreiche Diskriminierungen geht, etwa Verstöße einzelner Mitgliedstaaten, sowie die Möglichkeit, die Mitgliedsstaaten einer stärkeren Überwachung i.S.d Art. 7 EU Vertrages zu unterziehen.

## Entstehungsgeschichte
Die Europäische Union sieht sich als Wertegemeinschaft und versucht, jedwede Diskriminierung, insbesondere von Minderheiten, abzustellen. Der Kopenhagener Mechanismus verlangt daher von neuen EU-Beitrittskandidaten sowie von Mitgliedsstaaten, sich an eine Politik zu halten, die Diskriminierung von Minderheiten verhindert und Gleichheit fördert, indem LGBT-Personen grundsätzlich gleiche Rechte und Pflichten bekommen und den gleichen Schutz vor Hassverfolgung.
Mitgliedsstaaten sind daher dazu aufgefordert bestehende Ungleichheiten zu beseitigen.
Dazu zählen etwa die Aufnahme des Begriffs „Teile der Bevölkerung“ im Deutschen § 130 StGB auch für LGBT-Personen, sowie die Garantie Homosexuelle vor Strafverfolgung aufgrund ihrer sexuellen Orientierung zu schützen (§ 175)
Im Rahmen ihres Auftrages können nun Abgeordnete des Europäischen Parlamentes Berichte über die Lage der Mitgliedsstaaten vorliegen, in denen sie Missstände aufdecken und die Mitgliedsstaaten (direkt oder indirekt) zum Handeln auffordern.
Vorläufer dieser Initiativen war der Estrealla Bericht, der aber nicht angenommen wurde.
Insbesondere der Lunacek-Bericht war Ziel polemischer Angriffe aus Teilen der Gesellschaft, deren Inhalt teils überzogen, teils im Kern falsch waren.
Die Hauptargumente gegen den Bericht waren unter anderem ein angebliches Veto-Recht von Homosexuellenverbänden und der Versuch die Meinungsfreiheit einzuschränken, auch Ansätze hier wertneutral die Lebensweise von Minderheiten an Schulen zu thematisieren, wurde kritisiert.
Die Kritik wird in Literatur und Schrifttum kaum geteilt da das EU-Parlament lediglich Empfehlungen geben kann, dass Familienrecht ist zudem Sache der Mitgliedsstaaten.
Richtig ist lediglich, dass in sehr beschränkter Weise die EU dort, wo sich ihre Zuständigkeiten begründen tätig werden darf, das sind z. B. grundsätzlich die Bereiche, die in Art. 7 EU Vertrages festgehalten sind und ganz allgemein- ohne die Pflicht zur Berücksichtigung des Subsidiaritätsprinzips-verschiedene Diskriminierungen von Minderheiten verbietet.
Sollte die EU-Kommission einen Verstoß feststellen, so kann nur unter einem langwierigen, sehr bürokratischen Verfahren dem einzelnen Mitgliedsstaat auferlegt werden, seine diskriminierende Politik einzustellen.
Nach Schrifttum und Literatur muss die EU-Kommission allerdings erst begründen, wieso eine Diskriminierung vorliegt, Diskriminierungen in der Ungleichbehandlung der Eingetragenen Partnerschaft oder des fehlenden vollständigen Adoptionsrechtes könnten dafür herhalten.
Seit dem Vertrag von Lissabon gilt in vielen Bereichen zudem das Mehrheitsprinzip.
Die EU kann gemäß Art. 3 und 4 AEUV nur in den Bereichen zuständig sein, die dort explizit geregelt sind.

## Inhalt
- Die EU-Kommission soll sich bemühen durch ihre Arbeit und in allen Bereichen, in denen sie zuständig ist, bestehende Rechte zu sichern.
- Die Kommission soll sich transparenter und leichter mit dem Mitgliedsstaaten austauschen
- Allgemein soll sich die Kommission im Rahmen des Datenschutzes Daten besorgen, und den Zustand von LGBT-Personen erfragen.

Neben diesen Allgemeinen Grundsätzen und den zuvor erwähnten Leitlinien soll sich die EU darum kümmern, dass bereits bestehende Richtlinien im Arbeitsrecht lückenlos umgesetzt werden. Weiterhin soll die Kommission Leitlinien erfassen, indem festgelegt wird, dass Transsexuelle und Intersexuelle Menschen unter der Überschrift „Geschlecht“ im summe der Richtlinie 2006/54/EG zusammengefasst werden.
Weitere Kerninhalte sind:
- Nichtdiskriminierung im Bildungswesen
- Nichtdiskriminierung im Gesundheitswesen
- Nichtdiskriminierung beim Zugang zu Gütern und Dienstleistungen
- Spezifische Aktionen für Trans- und intersexuelle Menschen
- Staatsbürgerschaft, Familien und freier Personenverkehr
- Versammlungs- und Meinungsfreiheit
- Hasstiraden und durch Hass motivierte Straftaten

## Reichweite der Vorschläge
Theoretisch kann bei Annahme die EU-Kommission die Staaten dann verstärkt anhalten, ihre diskriminierende Politik einzustellen, indem sie das schärfste Schwert von Sanktionen und Stimmrechtsentzug anwenden kann.